# Gargoyles
A Gargoyles (a harmadik évad során Gargoyles: The Goliath Chronicles) amerikai rajzfilmsorozat, amelyet Greg Weisman készített. Amerikában 1994. október,24.-től 1997. február 15.-ig vetítették, Magyarországon nem került bemutatásra. A műsor főszereplői egy csapat vízköpő, akik nappal kővé válnak. Miután ezer évet töltöttek megkövült állapotukban, a vízköpők, akiket a középkori Skóciából New York Citybe szállítottak, felveszik a város védelmezőinek szerepét.
A műsor jellemzői a "sötét" hangulat és az összetett történet voltak. 1995-ben videojáték és képregény is készült a sorozatból. A történet egy 2006-tól 2009-ig futott képregénysorozat formájában folytatódott. A sorozat 3 évadot élt meg 78 epizóddal.